# Вељке Тракани
Вељке Тракани (слч. Veľké Trakany) насељено је мјесто са административним статусом сеоске општине (слч. obec) у округу Требишов, у Кошичком крају, Словачка Република.

## Становништво
| Година:    | 1994. | 2004.    | 2014.   | 2024.   |
| ---------- | ----- | -------- | ------- | ------- |
| Број људи: | 1242  | 1399     | 1417    | 1532    |
| Разлика:   |       | +12,64 % | +1,28 % | +8,11 % |

| Година:    | 2023. | 2024.   |
| ---------- | ----- | ------- |
| Број људи: | 1515  | 1532    |
| Разлика:   |       | +1,12 % |

Према подацима о броју становника из 2011. године насеље је имало 1.420 становника.